# Aichivirus
Il virus Aichivirus A precedentemente Aichi virus (AiV) l'Aichivirus A è un piccolo virus citopatico a senso positivo ssRNA.
Identificato originariamente dopo un focolaio di gastroenterite acuta nel 1989 nella Prefettura di Aichi, probabilmente legata al consumo di ostriche crude, l'analisi genetica lo ha classificato come appartenente alla famiglia Picornaviridae, genere Kobuvirus.
Da allora è stato isolato in finlandesi, bambini pakistani e viaggiatori giapponesi.